# Promozione 1938-1939
La Promozione 1938-1939 fu il 6º campionato nazionale italiano di rugby a 15 di secondo livello.
Si tenne dal 15 gennaio 1939 al 16 aprile 1938 tra 8 squadre partecipanti.
La formula prevedeva un primo turno di qualificazione per tutte le squadre con quattro incontri andata-ritorno: le vincenti disputavano, per la prima volta, un girone all'italiana con la prima classificata proclamata campione e promossa in Divisione Nazionale 1939-1940. La squadra seconda classificata era ammessa ad uno spareggio con la penultima di Divisione Nazionale 1938-1939 (rugby a 15) per l'ammissione alla categoria superiore.
Il torneo ha visto prevalere la squadra del GUF Milano, mentre il secondo posto è stato conquistato dal Dopolavoro Aziendale Chatillon di Milano dopo un incontro di spareggio disputato contro il GUF Bologna poiché terminanti a pari punti il girone finale.

## Squadre partecipanti
La composizione dei gironi della prima fase fu la seguente:

### Girone A
- GIL Genova
- GUF Milano

### Girone 2
- Dop. Az. Chatillon (Milano)
- GIL Varese

### Girone 3
- GIL Milano
- GUF Bologna

### Girone 4
- GUF Firenze
- GUF Palermo

## Gironi di qualificazione[2][3][4][5]

### Girone A
| Squadra 1  | Totale | Squadra 2  | Andata | Ritorno |
| ---------- | ------ | ---------- | ------ | ------- |
| GIL Genova | 0 - 35 | GUF Milano | 0 - 6  | 0 - 29  |

### Girone B
| Squadra 1  | Totale | Squadra 2          | Andata | Ritorno |
| ---------- | ------ | ------------------ | ------ | ------- |
| GIL Varese | 8 - 8  | Dop. Az. Chatillon | 3 - 0  | 5 - 8   |

Spareggio disputato in campo neutro a Busto Arsizio: Dop. Az. Chatillon - GIL Varese 6 - 0

### Girone C
| Squadra 1   | Totale  | Squadra 2  | Andata | Ritorno |
| ----------- | ------- | ---------- | ------ | ------- |
| GUF Bologna | 15 - 14 | GIL Milano | 12 - 6 | 3 - 8   |

### Girone D
A seguito del ritiro del GUF Firenze, il GUF Palermo passa automaticamente il turno.

## Girone finale[5]

### Risultati
| 19 feb. | 1ª/4ª giornata           | 12 mar. |
| ------- | ------------------------ | ------- |
| 6-3     | GUF Bologna — Chatillon  | 0-3     |
| 3-20    | GUF Palermo — GUF Milano | 0-42    |

| 26 feb. | 2ª/5ª giornata            | 19 mar. |
| ------- | ------------------------- | ------- |
| 0-0     | Chatillon — GUF Milano    | 0-11    |
| 3-6     | GUF Palermo — GUF Bologna | 3-10    |

| 5 mar. | 3ª/6ª giornata           | 26 mar. |
| ------ | ------------------------ | ------- |
| 6-0    | Chatillon — GUF Palermo  | 14-8    |
| 22-0   | GUF Milano — GUF Bologna | 0-0     |

### Classifica
| Pos | Squadra            | G | V | N | P | PF  | PS  | DP  | Pt |
| --- | ------------------ | - | - | - | - | --- | --- | --- | -- |
| 1   | GUF Milano         | 6 | 4 | 2 | 0 | 101 | 3   | +98 | 10 |
| 2   | Dop. Az. Chatillon | 6 | 3 | 1 | 2 | 26  | 25  | +1  | 7  |
| 3   | GUF Bologna        | 6 | 3 | 1 | 2 | 22  | 34  | −12 | 7  |
| 4   | GUF Palermo        | 6 | 0 | 0 | 6 | 17  | 104 | −87 | 0  |

### Spareggio secondo posto
| Squadra 1          | Risultato | Squadra 2   |
| ------------------ | --------- | ----------- |
| Dop. Az. Chatillon | 22 - 3    | GUF Bologna |

### Spareggio qualificazione
Il Dop. Az. Chatillon rinuncia a disputare l'incontro di ammissione con la penultima classificata di Divisione Nazionale.

## Verdetti
- GUF Milano: campione di Promozione 1938-1939 e promosso in Divisione Nazionale 1939-1940[16].